# 建道神學院
建道神學院（Alliance Bible Seminary）於1899年在廣西梧州創立，前身是「建道書院」，由基督教宣道會西教士高樂弼醫生（Dr. Robert Glover）與其他宣教士如翟辅民創立。根據高樂弼醫生所述，建道書院不單是宣道會的第一間海外神學院，也是南中國第一間聖經學院。1949年，學院在劉福群博士（Dr. William C. Newbern）帶領下遷至香港長洲。大多數基督教宗派均是先有堂會與會友，才建立神學院，訓練他們中間立志獻身的基督徒，但宣道會則不然。在神學院設立時，堂會與會友幾仍未具，故學院乃積極鼓勵神學生參與佈道工作。而在他們畢業後，又被差遣到各地進行開荒植堂工作。宣道會在香港早期的主要堂會，創建者大多是建道畢業生，可見神學院對教會的重要性，是華人地區校譽較隆的神學教育機構。

## 歷史
宣道會宣教士於1899年在中國廣西梧州創立「建道書院」（Alliance Bible School），再於1902年設立「建道女院」，兩院於1937年合併，於1939年改名為「建道聖經學院」（Alliance Bible Institute）。1949年中華人民共和國成立後，建道遷至香港離島長洲，翌年復課。1955年易名為「建道神學院」。 1975年宣道會西差會將學院的領導責任移交宣道會香港區聯會接管。「建道神學院市區校園」於2005年成立，位於灣仔蘭杜街自置校址。1999年乃建道一百週年，學院特別為百年紀念製作專輯《一個世紀的祝福》。

歷任院長
- 劉福群博士（1950—1969年）
- 霍敦牧師（Rev. Holton，1970—1975年）[4]
- 滕近輝博士（1975—1980年）
- 張慕皚博士（1980—2001年）
- 蕭壽華博士（2001—2003年，代院長）
- 張慕皚博士（2003—2005年）
- 梁家麟博士（2005—2018年）[5]
- 蔡少琪博士（2018—2026年）[6]
- 高銘謙博士（2026年—）

## 校園

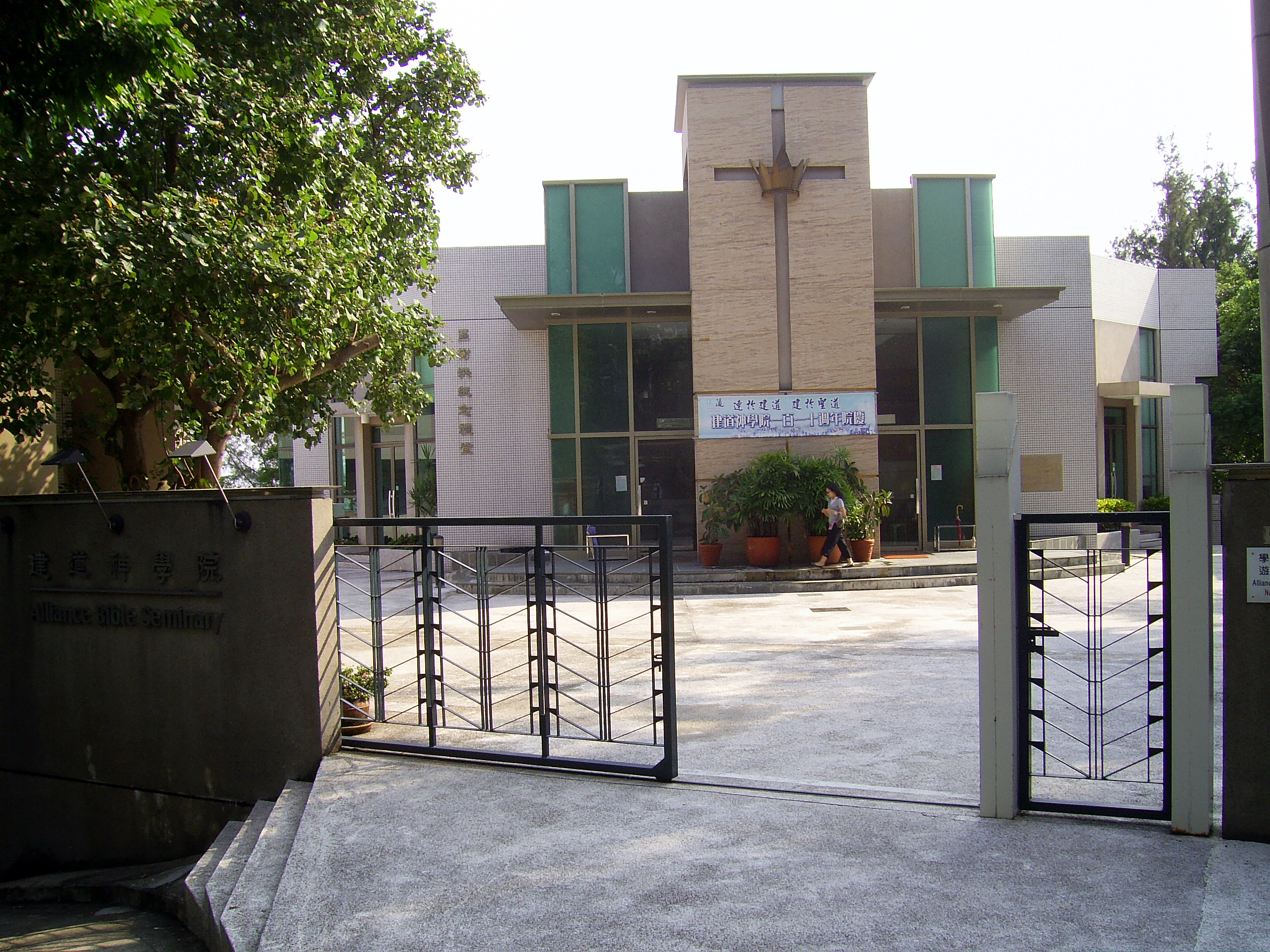
區樹洪紀念禮堂

建道神學院本部校園位於長洲，佔地10萬平方呎，共有15幢建築物，包括「翟輔民樓」（前座為資訊服務部的辦公室，餘下的空間則為圖書室）、「艾溫思樓」、「世英樓」（行政樓）、「白如雪樓」（女生宿舍及飯堂）、「胡慕德紀念圖書館」、「近輝樓」（男生宿舍）、「區樹洪紀念禮堂」、「福群樓」（課室）、「莊漢樂紀念樓」（已婚學生宿舍及課室，計劃改裝為女生宿舍）、「區樹洪紀念樓」（講師宿舍），以及同工宿舍。學院的出版部及聖樂系於2007年遷入鄰近的「錦繡四座」。新已婚學生宿舍位於「希伯崙堂」轉贈物業「山邊道25D」。2007年成功洽購的「明月軒」，作為拓展部和基督教與中國文化研究中心的辦公室及接待來賓用。

## 課程
建道神學院開辦聖經研究系、神學系、教牧系、聖樂系、基督教教育系及跨越文化研究系；1993年成立「基督教與中國文化研究中心」；2007年設立「伊斯蘭研究室」。

## 主權紛爭
1996年加拿大「開荒聯」與「華福中心」的同工察覺到中南美洲培訓事工的需要，先在巴拿馬開辦了一個訓練課程，後於1999年由建道董事會通過而成立「中南美洲建道聖經學院」，並於2000年開課。建立之初，由建道監控程師資及委任董事及主要人員，而「加拿大建道中心」則監管行政與財務，2000年「中南美洲建道聖經學院」董事會成立，由巴拿馬當地同工、「加拿大建道中心」與「開荒聯」同工、建道與宣道差會代表，並中南美洲宣教士組成。2002年「加拿大建道中心」的鄭貽富博士獲委任為代院長，而建道院長梁家麟牧師出任校監。
2004年「中南美洲建道聖經學院」購得巴拿馬前總統位於藍山的別墅，連地共約24畝。2008年年初在聯繫興建教育校經費一事時，聖經學院表示有關工程純屬學院主權範圍，「加拿大建道中心」董事會無權干預，聖經學院與建道及「加拿大建道中心」純屬名義上的關係，從而引發出行政隸屬問題。由於主權問題上未能達成共識，為避免產生衝突及妨礙聖工，建道遂作出終止與「中南美洲建道聖經學院」的關係及財務支援，並要求聖經學院更改校名、校徽及院訓。「中南美洲建道聖經學院」於2009年9月1日改名為「中南美洲聖經學院」（Escuela Alianza Biblica de Centro y Sur America），經濟及行政完全獨立。